# Sala–Tillberga Järnväg
Sala–Tillberga Järnväg (SaTJ) med järnvägen mellan Sala och Tillberga togs i drift 1875 av Sala–Tillberga järnvägsaktiebolag och var en fram till år 1945 enskilt ägd järnvägslinje, som idag är en del av Trafikverkets nät.

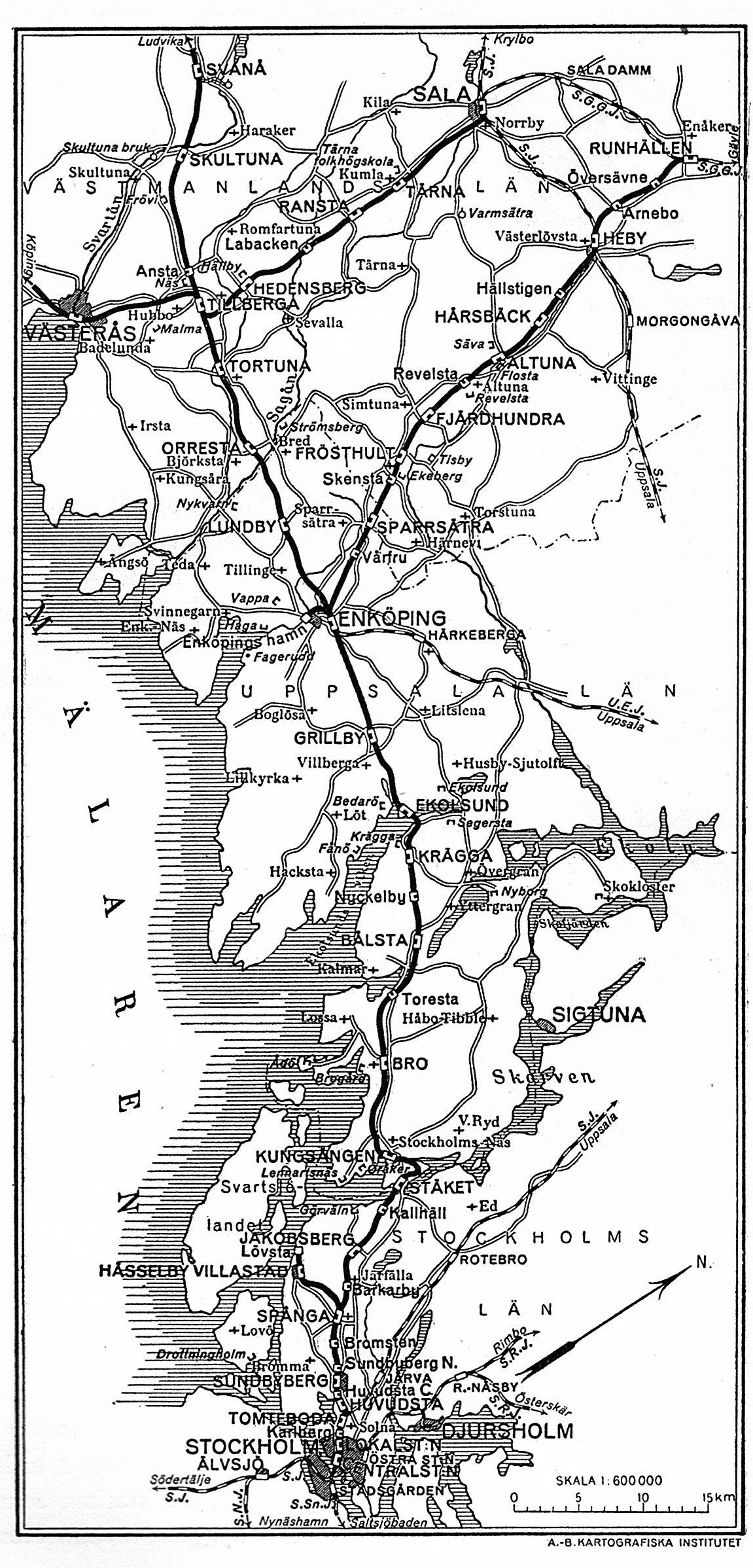
SWB. Karta 1926.

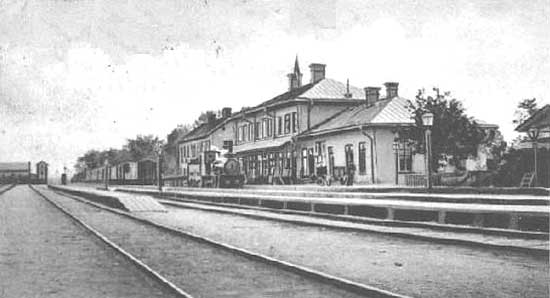
Sala station omkring 1900.

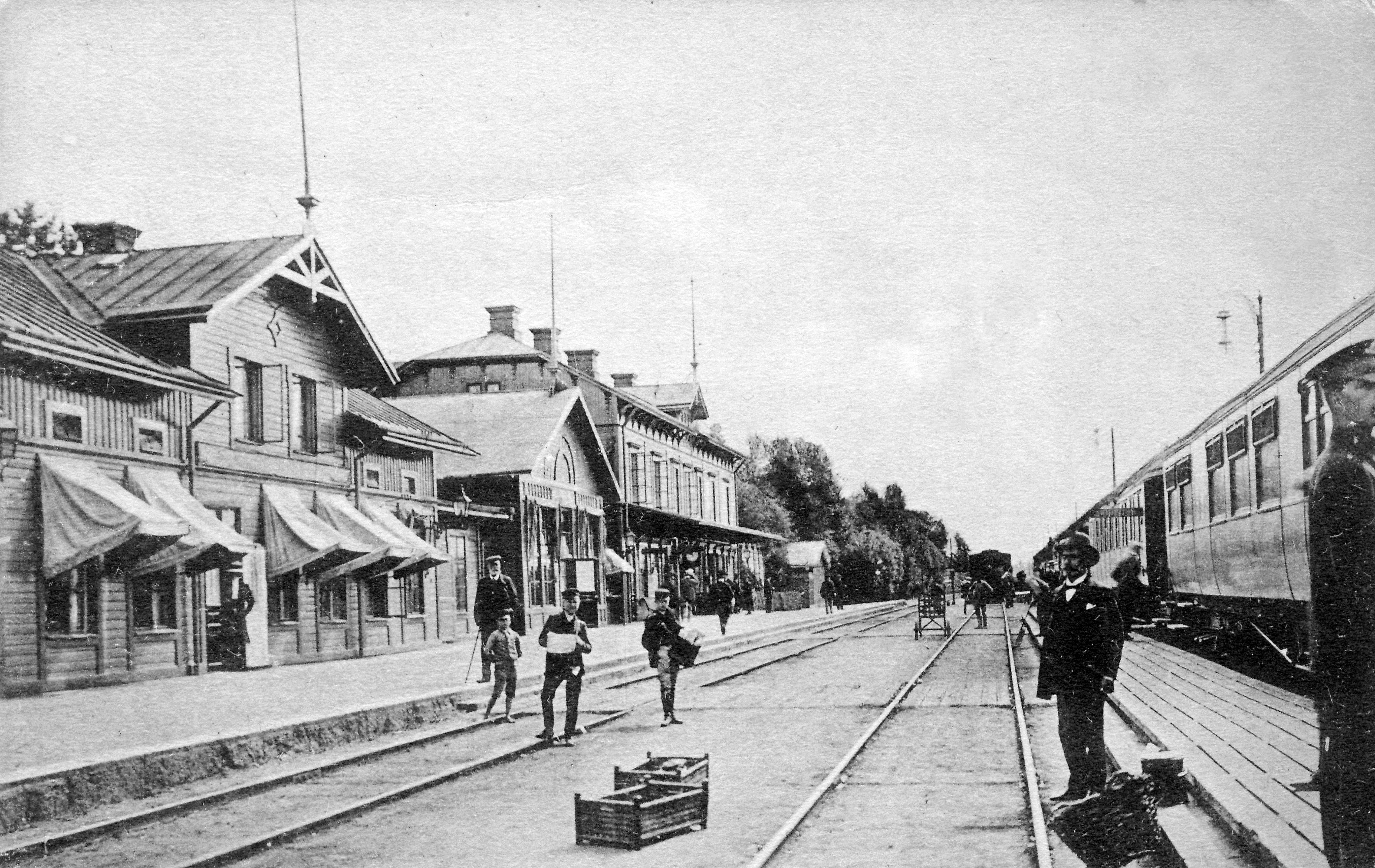
Tillberga station omkring 1900.

## Historik
Sala–Tillberga järnvägsaktiebolag fick koncession den 1 maj 1874. Ritningar för den 28 kilometer långa linjen utfördes av Claes Adelsköld. Provisorisk trafik började den 1 december 1875 och allmän trafik sex dagar senare. Den signatur, SaTJ, som förekommer om banan är inofficiell.
Sträckan arrenderades nästan från början av Stockholm–Västerås–Bergslagens Järnvägar (SWB), som också började trafikeras 1875. Genom linjen blev både Sala och Tillberga järnvägsknutar.
Till Sala drogs järnvägar i olika etapper. Norra stambanan (Stockholm–Uppsala–Sala–Krylbo) nådde Sala 1873 och år 1901 invigdes Sala–Gävle. De många industrierna och företagen i området medförde att järnvägsstationen växte till en omfattande och viktig anläggning. Enligt Riksantikvarieämbetet utgör den ännu bevarade ursprungliga bebyggelsen ”en viktig och betydande anläggning beträffande järnvägshistoria”.
Den 2 mars 1906 förvärvade SWB banan Sala–Tillberga. Statens Järnvägar tog över SWB 1945 och därmed även sträckan Sala–Tillberga som elektrifierades 1955. Sträckan Västerås Norra–Tillberga var länge en del av huvudlinjen Västerås–Stockholm, men detta upphörde efter nybyggnaden av Mälarbanan. Numera är Mälardalstrafik ansvariga för persontrafiken på uppdrag av Region Västmanland.

## Stationer
- Sala (öppnad 1873)[4]
- Tärna (öppnad 1875)[5]
- Ransta (öppnad 1875)[6]

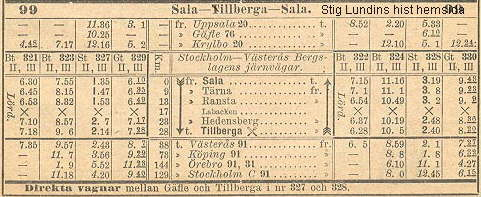
Tidtabell Sala–Tillberga sommaren 1912.

- Labacken (hållplats) (öppnad 1875)[7]
- Hedensberg (öppnad 1875)[8]
- Tillberga (öppnad 1875)[9]